# Zdobycie Colchester
Zdobycie Colchester – zajęcie Colchester (Camulodunum) przez Brytów w roku 60 n.e.
W drugiej połowie I wieku n.e. rządy po Ostoriuszu w Brytanii przejęli Dydiusz Gallus (52–58 n.e.) oraz Kwintus Weraniusz (58 n.e.). Po nich prowincją zarządzał Gajusz Swetoniusz Paulinus, który natychmiast przystąpił do ujarzmiania plemion walijskich. Kiedy w roku 60 n.e. prowadził kampanię wojenną na zachodzie wyspy, na ziemiach Icenów doszło do wybuchu powstania Budyki. W opuszczonym przez Paulinusa Camulodunum pozostała zaledwie jedna kohorta piechoty oraz kilka oddziałów jazdy. Jako główne miasto rzymskiej administracji prowincjonalnej stało się ono pierwszym celem napaści wojowników Budyki.
Po zniszczeniu okolicznych osad Brytowie w liczbie 120 tys. wojowników podeszli pod miasto, w którym znajdował się rzymski garnizon oraz ludność cywilna wraz z rodzinami wojskowych. Kiedy Brytom udało się wejść do miasta, rozpoczęto jego plądrowanie i palenie, a zarazem chwytanie Rzymian i ich zwolenników. Wkrótce i Budyka wjechała na rydwanie do miasta, dowiadując się o schronieniu się rzymskiej milicji w świątyni kultu cesarza. Nielicznym spośród jazdy rzymskiej udało się wieczorem przedrzeć przez szeregi powstańców i powiadomić Paulinusa oraz prokuratora Katusa o losie miasta. Wysłany przez Katusa oddział 200 ludzi Brytowie szybko osaczyli i zabili. 
Tymczasem trwały walki z obrońcami świątyni. Wskutek zdrady miejscowych Brytów powstańcom udało się wtargnąć do wnętrza. Kiedy zaskoczeni Rzymianie poddali się, do niewoli dostało się kilka tysięcy jeńców, zarówno żołnierzy jak i cywilów. Wszystkich zgładzono: wielu z nich zginęło w podpalonej świątyni, innych wieszano, wbijano na pal bądź krzyżowano, poddając torturom. Trwająca przez kilka dni masakra była zemstą Budyki na Rzymianach za pobicie i zgwałcenie jej córek kilka miesięcy wcześniej.

## Literatura
- Stephen Dando Collins: Machina do zabijania. XIV legion Nerona, wyd. Bellona, Warszawa 2008, ISBN 978-83-11-11255-1